# Skogssvartlöpare
Skogssvartlöpare (Pterostichus oblongopunctatus) är en skalbaggsart som först beskrevs av Fabricius 1787.  Skogssvartlöpare ingår i släktet Pterostichus, och familjen jordlöpare. Arten är reproducerande i Sverige.

## Bildgalleri

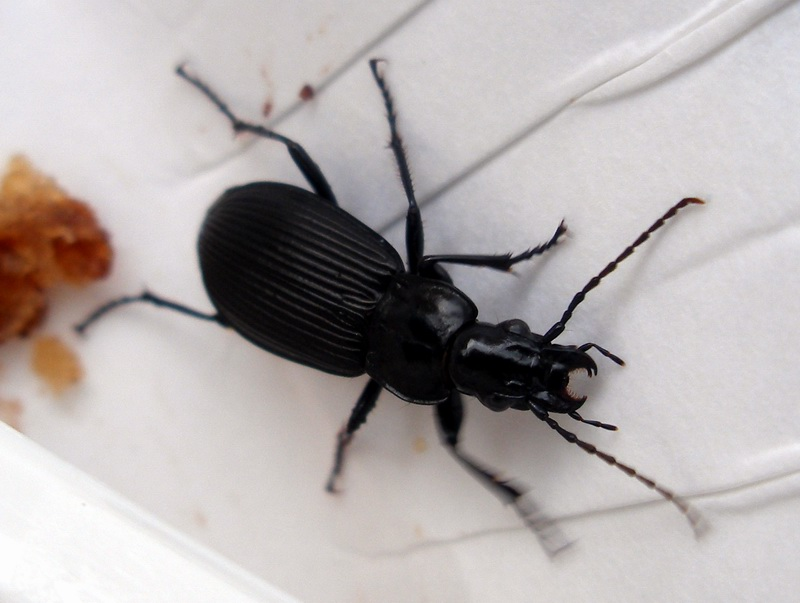
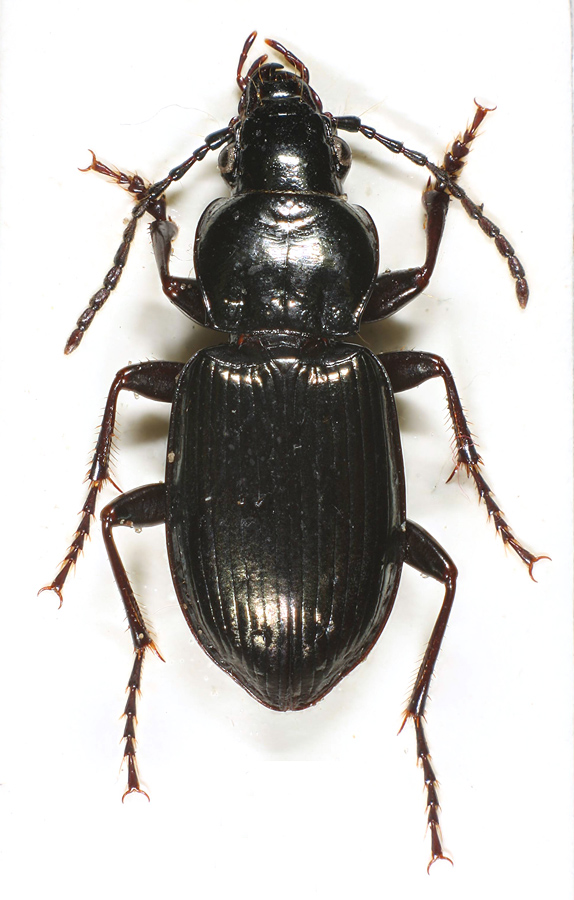
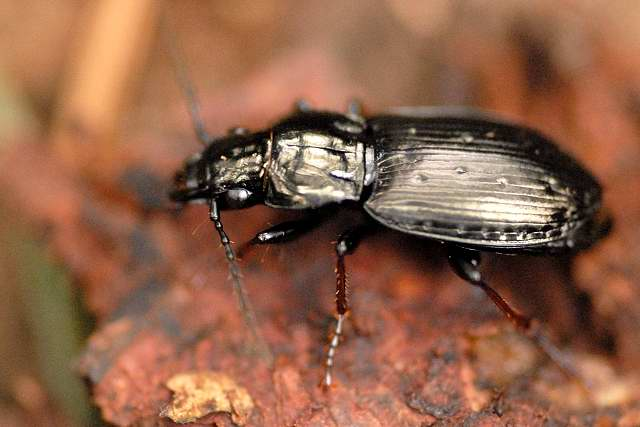
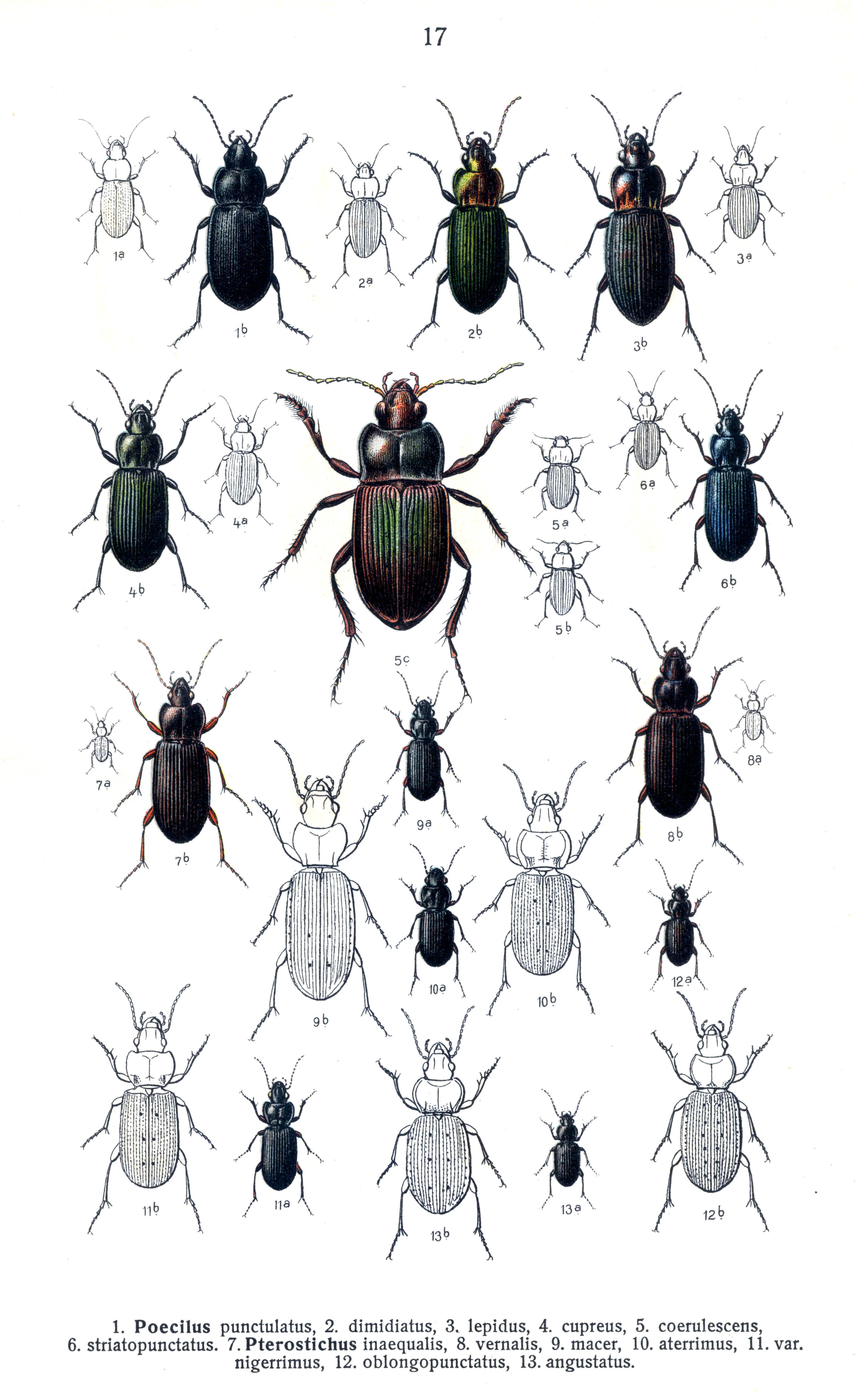
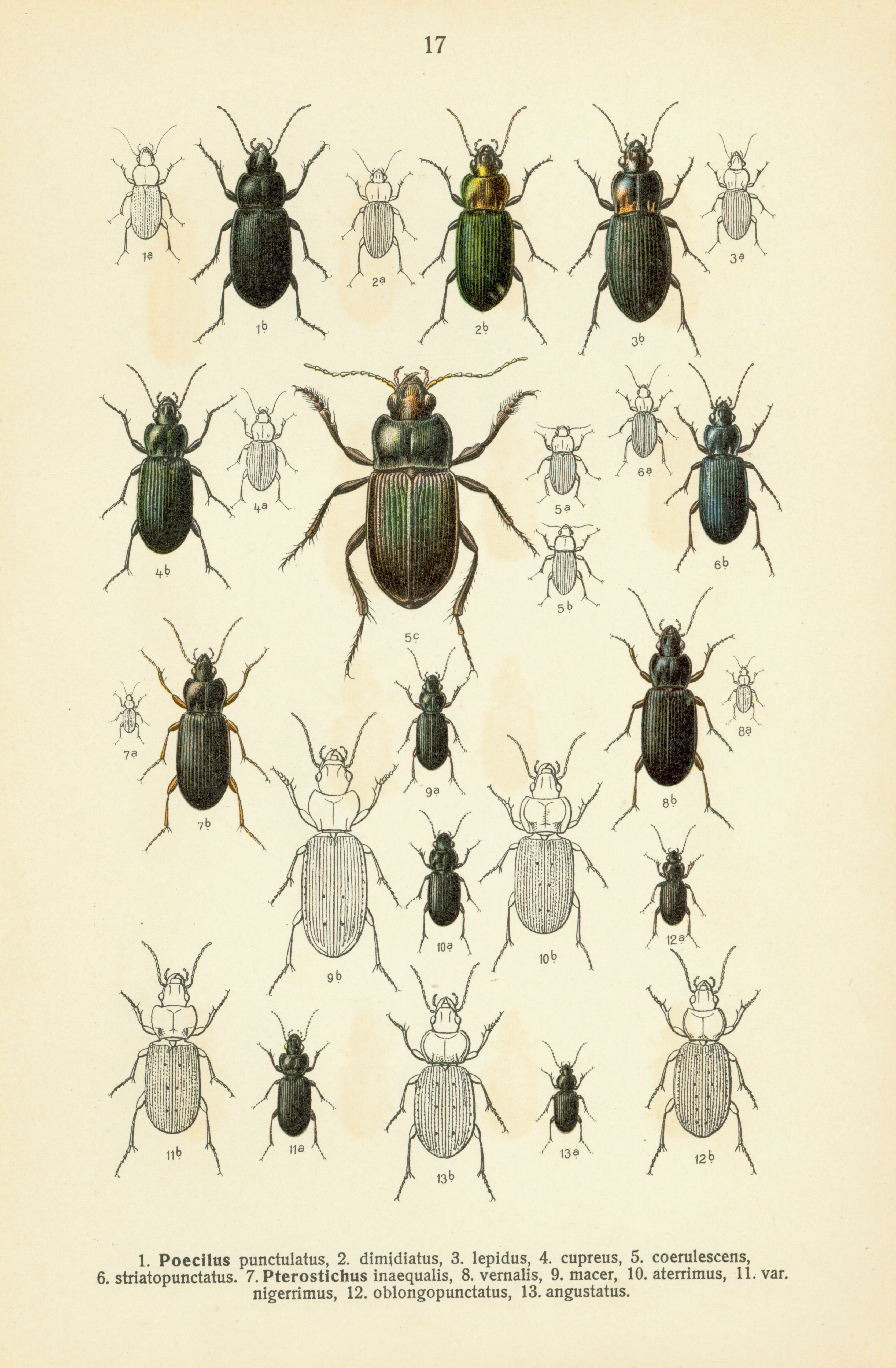